# Ninth Avenue (metropolitana di New York)
Ninth Avenue è una stazione della metropolitana di New York situata sulla linea BMT West End. Nel 2019 è stata utilizzata da 1 708 387 passeggeri. È servita dalla linea D, attiva 24 ore su 24.

## Storia
La stazione fu aperta il 24 giugno 1916. Venne ristrutturata nel 2012.

## Strutture e impianti
La stazione è posta in trincea, ha tre binari e due banchine a isola. Il fabbricato viaggiatori è situato sopra il piano binari, affaccia su Ninth Avenue e ospita i tornelli e le scale di collegamento con le banchine.

## Interscambi
La stazione è servita da alcune autolinee gestite da NYCT Bus.
- Fermata autobus